# Athlītikī Enōsī Kition 2020-2021
Questa voce raccoglie le informazioni riguardanti l'Athlītikī Enōsī Kition nelle competizioni ufficiali della stagione 2020-2021.

## Rosa
| N. |                               | Ruolo | Calciatore                  |
| -- | ----------------------------- | ----- | --------------------------- |
| 1  | Cipro (bandiera)              | P     | Andreas Christodoulou       |
| 2  | Inghilterra (bandiera)        | D     | Simranjit Thandi            |
| 3  | Cipro (bandiera)              | D     | Marios Antōniadīs           |
| 4  | Spagna (bandiera)             | D     | Joan Truyols                |
| 5  | Macedonia del Nord (bandiera) | C     | Stefan Spirovski            |
| 6  | Spagna (bandiera)             | C     | Abraham González            |
| 7  | Cipro (bandiera)              | C     | Matija Špoljarić            |
| 8  | Spagna (bandiera)             | C     | Acorán                      |
| 10 | Macedonia del Nord (bandiera) | A     | Ivan Trichkovski (capitano) |
| 11 | Spagna (bandiera)             | A     | Nando García                |
| 12 | Inghilterra (bandiera)        | C     | Tom Hateley                 |
| 14 | Spagna (bandiera)             | D     | Héctor Martínez             |
| 15 | Belgio (bandiera)             | P     | Jens Teunckens              |

| N. |                               | Ruolo | Calciatore                |
| -- | ----------------------------- | ----- | ------------------------- |
| 17 | Spagna (bandiera)             | D     | José Manuel Fernández     |
| 18 | Spagna (bandiera)             | D     | Mikel González            |
| 19 | Cipro (bandiera)              | D     | Thōmas Iōannou            |
| 20 | Cipro (bandiera)              | C     | Constantinos Anastasiou   |
| 21 | Spagna (bandiera)             | D     | Carles Planas             |
| 23 | Francia (bandiera)            | A     | Florian Taulemesse        |
| 25 | Spagna (bandiera)             | P     | Toño                      |
| 28 | Spagna (bandiera)             | A     | Jose Naranjo              |
| 29 | Cipro (bandiera)              | C     | Giōrgos Naoum             |
| 31 | Cipro (bandiera)              | A     | Konstantinos Konstantinou |
| 32 | Cipro (bandiera)              | C     | Giorgos Thoma             |
| 33 | Cipro (bandiera)              | A     | Antreas Makrīs            |
| 55 | Macedonia del Nord (bandiera) | D     | Daniel Mojsov             |